# شيخ زيات
شيخ زيات  قرية سوريّة تتبع إداريّاً لمحافظة حلب منطقة جبل سمعان ناحية حريتان، بلغ تعداد سكانها 1,834 نسمة حسب التعداد السكاني لعام 2004.